# Unidade de Conversão Operacional N.º 1 da RAAF
A Unidade de Conversão Operacional N.º 1 foi uma unidade de treino operacional da Real Força Aérea Australiana (RAAF). Formada em Janeiro de 1959 na Base aérea de Amberley, em Queensland, a sua missão era a de instruir pilotos e navegadores para os capacitar a operar os bombardeiros English Electric Canberra dos esquadrões 1, 2 e 6. A unidade possuía alguns aviões Canberra: um T.4 e um Mk.21, ambos com controlos duplos, e um Mk.20. Originalmente parte da Asa N.º 82, esta unidade tornou-se independente da asa em Abril de 1968 devido à alteração da sua missão prioritária, que passou a ser o treino e instrução de pilotos e navegadores do Esquadrão N.º 2, que prestava serviço na Guerra do Vietname. A Unidade de Conversão Operacional N.º 1 foi extinta em Junho de 1971 após a retirada do Esquadrão N.º 2 do Sudeste Asiático. Quando regressou à Austrália, sendo que era a única unidade a operar bombardeiros Canberra, o Esquadrão N.º 2 passou a realizar os seus próprios treinos de conversão até ser extinto em 1982.

## História

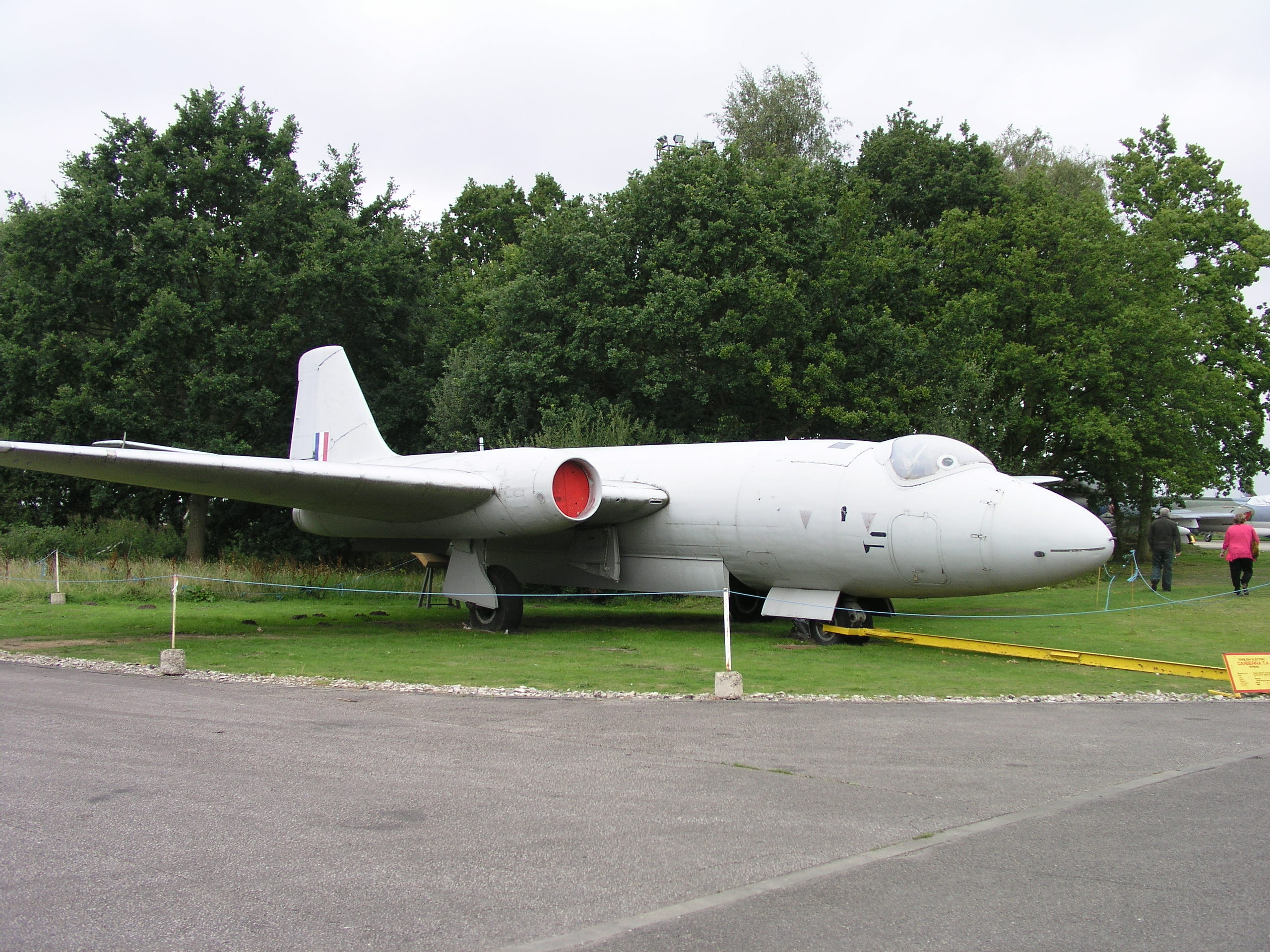
Um Canberra T.4, um exemplo de um modelo com duplo controlo e três assentos, usado pela Unidade de Conversão Operacional N.º 1

Durante a Segunda Guerra Mundial a Real Força Aérea Australiana criou várias unidades de conversão operacional para capacitar os pilotos recém graduados a operar aeronaves de combate, além de treinar e instruir aqueles que já eram pilotos. Com o final da guerra, as unidades de conversão operacional foram dissolvidas, e a conversão dos jovens pilotos era realizada pelos esquadrões da linha da frente. Esta prática causou impacto no serviço normal dos esquadrões e com o eclodir da Guerra da Coreia, juntamente com a introdução da aviação a jacto, fez com que houvesse a necessidade de um sistema de treino mais formal. Em Março de 1952 a força aérea inicialmente decidiu re-estabelecer a Unidade de Treino Operacional N.º 2 (treino em caças) na Base aérea de Williamtown, Nova Gales do Sul; em Setembro de 1958, esta unidade foi re-baptizada como Unidade de Conversão Operacional N.º 2.
Em Dezembro de 1953 a Asa N.º 82, com quartel-general na Base aérea de Amberley, em Queensland, recebeu o primeiro bombardeiro a jacto da Austrália, o English Electric Canberra. Durante os cinco anos seguintes, quarenta e oito bombardeiros Canberra construídos na Austrália re-equiparam as três unidades de bombardeamento da asa: o Esquadrão N.º 1, o Esquadrão N.º 2 e o Esquadrão N.º 6. Durante este período, o treino operacional para as tripulações do novo bombardeiro foi realizado pela própria asa, principalmente pelo Esquadrão N.º 6. Além dos efeitos adversos ao serviço de voo regular da unidade, esta tarefa revelou-se um desafio técnico e potencialmente perigoso devido ao facto de que o Canberra ser desenhado para ter apenas uma única coluna de controlo.
No dia 12 de Janeiro de 1959 a Unidade de Conversão Operacional N.º 1 (treino em bombardeiros) foi formada em Amberley. Ficando sob o comando da Asa N.º 82, o seu propósito era o de converter os pilotos e navegadores recém graduados para o Canberra, além de também os treinar para a realização de operações nos esquadrões 1, 2 e 6. Depois de estabelecida, a unidade foi comandada pelo Líder de esquadrão B. F. M. Rechinger, e foi equipada com bombardeiros Canberra Mk.20 e a sua versão de treino, o T.4. O T.4 era um avião com duplo controlo e três assentos; o piloto e o instrutor ficavam sentados lado a lado na parte da frente do cockpit, e o navegador ficava sentado atrás deles. Dois destes modelos foram comprados ao Reino Unido. A unidade foi posteriormente reforçada com modelos de treino Mk.21; estes modelos Mk.21 foram construídos na Austrália, convertendo cinco modelos Mk.20 e dois B.2 do Reino Unido. Os estudantes realizavam instrução de bombardeamento e navegação, além de operações simuladas. O primeiro curso graduou-se em Abril de 1959.

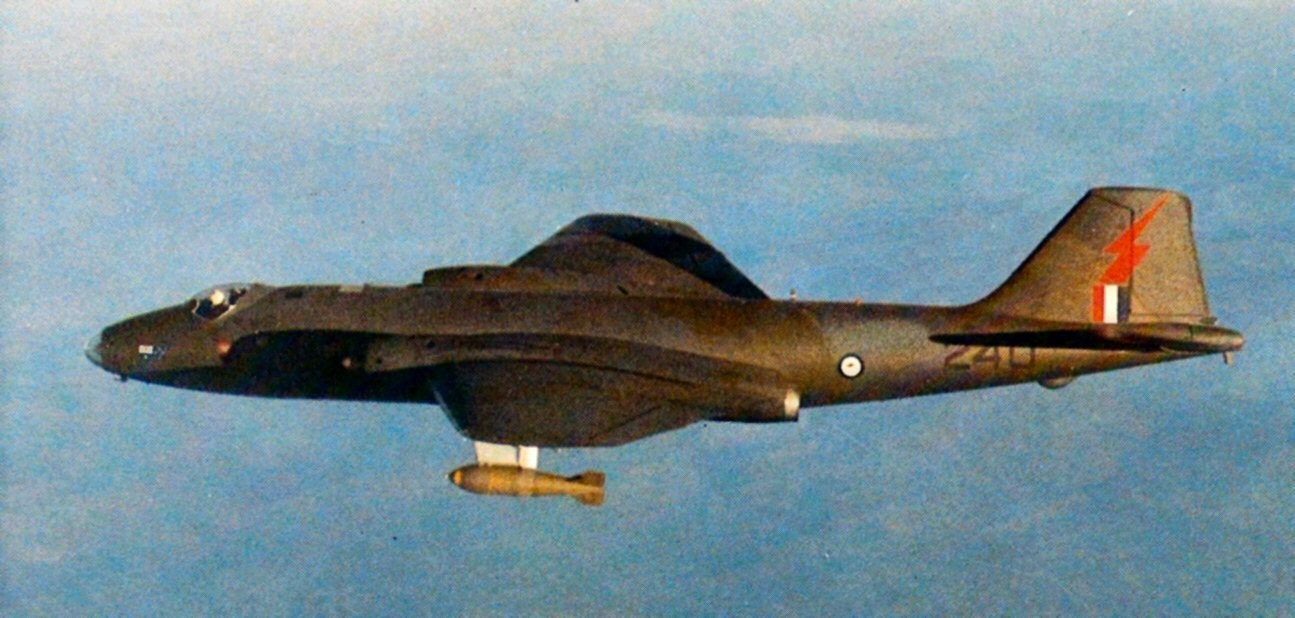
Um Canberra do Esquadrão N.º 2 nos céus do Vietname, em Março de 1970; entre Abril de 1968 até ser dissolvida em Junho de 1971, a Unidade de Conversão Operacional N.º 1 treinou tripulações na Austrália para prestarem serviço no esquadrão.

Além de treinar, ao longo do curso os alunos da Unidade de Conversão Operacional N.º 1 realizavam alguns voos operacional em cooperação com a Marinha Real Australiana, fotografia aérea, ataque em alvos predefinidos, e ainda participaram em exercícios na Malásia, Papua-Nova Guiné e Nova Zelândia. Quando a pista de Amberley esteve em obras a meio do ano de 1962, a unidade ficou durante um mês colocada na Base aérea de Richmond, Nova Gales do Sul. Mais tarde nesse ano, teve também um destacamento na Base aérea de Townsville, Queensland. No dia 11 de Setembro de 1964, um dos bombardeiros Canberra foi interceptado por um CAC Sabre do Esquadrão N.º 76, colocado na Base aérea de Darwin, no Território do Norte; esta intercepção fazia parte da Operação Handoer, um treino de um programa que fazia parte da preparação das unidades aéreas durante a Konfrontasi, preparando os militares destas unidades para um possível ataque da Indonésia depois do recém-estabelecimento da Federação da Malásia. A Unidade de Conversão Operacional N.º 1 sofreu um acidente fatal no dia 16 de Fevereiro de 1965, quando um Canberra Mk.21 saiu da pista de descolagem e sofreu um acidente; todos os tripulantes faleceram. Em Abril de 1968 a unidade tornou-se independente da Asa N.º 82. A partir desta altura, a sua missão era a de providenciar tripulações treinadas exclusivamente para o Esquadrão N.º 2, que estava a prestar serviço na Guerra do Vietname. Ao mesmo tempo, as responsabilidades de manutenção dos Canberra passou do Esquadrão N.º 482 para a Unidade de Conversão Operacional N.º 1, juntamente com alguns efectivos e equipamento inerente à manutenção. Os esquadrões 1 e 6 cessaram efectivamente as suas operações, enquanto as suas tripulações passaram por um curso de conversão para o bombardeiro General Dynamics F-111C, avião que se esperava que entrasse rapidamente em serviço pela RAAF. A entrega dos F-111 foi adiada, e os esquadrões 1 e 6 passaram a operar aviões F-4E Phantom emprestados pelos Estados Unidos em 1970.
Para preparar as tripulações para a rotação de serviço pelo Esquadrão N.º 2 no Vietname, os estudantes da Unidade de Conversão Operacional N.º 1  participaram em exercícios como o Combat Skyspot em Agosto de 1968, no qual se utilizou equipamento de radar controlado pelo Esquadrão N.º 30, e o Strait Kris entre Setembro e Outubro de 1969 em conjunto com o Exército Australiano. A unidade perdeu mais dois militares quando um Canberra M.21 num voo de treino despenhou-se perto de Amberley, no dia 23 de Março de 1970. De 21 de Março até 25 de Abril de 1971, quatro aeronaves da unidade voaram 16 mil quilómetros à volta da Austrália para realizar sete exibições aéreas em comemoração do Jubileu de Ouro da RAAF. Depois de completar trinta e seis cursos de conversão durante os seus doze anos de existência, a Unidade de Conversão Operacional N.º 1 foi dissolvida no dia 9 de Junho de 1971, depois de o Esquadrão N.º 2 ter deixado o Vietname. O pessoal da unidade foi transferido para o Esquadrão N.º 2, que continuou a operar os bombardeiros Canberra e passou a realizar os seus próprios cursos de conversão operacional até o próprio esquadrão ser dissolvido em Junho de 1982. Dez dos quinze bombardeiros da Unidade de Conversão Operacional N.º 1 foram armazenados e os restantes, incluindo os Mk.21, ficaram a pertencer à frota do Esquadrão N.º 2. Quando os F-111C eventualmente entraram de serviço pela Asa N.º 82 em 1973, o Esquadrão N.º 6 assumiu novamente a responsabilidade pelo treino de conversão, enquanto o Esquadrão N.º 1 agiu como a principal unidade de ataque. O bombardeiro Canberra A84-236, que pertenceu à Unidade de Conversão Operacional N.º 1 em 1968 e em 1970 quando não estava a prestar serviço pelo Esquadrão N.º 2 no Vietname, ficou em exposição estática no Museu da RAAF, em Point Cook, Vitória, em 1982.